# Église de l'Annonciation d'Idvor
Pour les articles homonymes, voir Église de l'Annonciation.
L'église de l'Annonciation d'Idvor (en serbe cyrillique : Српска православна црква Благовести св. Богородице у Идвору ; en serbe latin : Srpska pravoslavna crkva Blagovesti sv. Bogorodice u Idvoru) est une église orthodoxe serbe située à Idvor, dans la province autonome de Voïvodine, dans la municipalité de Kovačica et dans le district du Banat méridional en Serbie. Elle est inscrite sur la liste des monuments culturels protégés de la république de Serbie (identifiant no SK 1705).

## Présentation
Sur le site du « vieux village » d'Idvor se trouve une croix marquant le lieu de la première église du village actuel. En 1736, à la suite d'une épidémie de peste, le village a été déplacé là où il se trouve aujourd'hui. Une nouvelle église, en bois, a été construite en 1721 ; l'église actuelle a été construite en 1803 et sa tour en 1869.
À l'intérieur, l'iconostase a été sculptée en 1871 et peinte entre 1876 et 1879 par Stevan Todorović de Belgrade.